# Alloharpina conjungens
Alloharpina conjungens là một loài bướm đêm trong họ Geometridae.